# Ba người lính ngự lâm
Ba người lính ngự lâm (tiếng Pháp: Les trois mousquetaires) là một tiểu thuyết của nhà văn người Pháp Alexandre Dumas cha, là cuốn đầu tiên của bộ ba tập truyện gồm Les Trois Mousquetaires, Vingt Ans après (Hai mươi năm sau), và Le Vicomte de Bragelonne (Tử tước de Bragelonne). Bộ tiểu thuyết kể về những cuộc phiêu lưu của chàng lính ngự lâm d'Artagnan, từ lúc anh còn trẻ cho đến lúc già. "Ba người lính ngự lâm" là cuốn nổi tiếng nhất và cũng là hay nhất trong bộ ba, đã được dựng thành phim nhiều lần, cũng như phim truyền hình, phim hoạt hình Pháp, và hoạt hình Nhật Bản.

## Nội dung
D'Artagnan là hậu duệ một dòng dõi quý tộc đã sa sút ở xứ Gascony. Năm 20 tuổi, chàng rời nhà trên một con ngựa còm để đến Paris với mong ước trở thành một lính ngự lâm của vua Louis XIII. Dọc đường, d'Artagnan làm mất lá thư tiến cử của cha mình với ông de Treville, đội trưởng lính ngự lâm có cùng gốc gác là xứ Gascony, do đó ông này đón tiếp anh không mấy nhiệt tình. Tiếp đó, d'Artagnan húc trúng vào cái vai đang bị thương của Athos, một lính ngự lâm đầy phong cách quý tộc. Anh này đòi quyết đấu với d'Artagnan vào giữa trưa và được đồng ý ngay. Ngay sau đó, d'Artagnan gặp Porthos, một lính ngự lâm khác rất đô con và mang một dải đeo kiếm cực xịn nhưng d'Artagnan khám phá ra rằng chỉ có mặt ngoài là đẹp thôi, còn bên trong làm bằng da bò. Thế là d'Artagnan có cuộc quyết đấu thứ 2 vào sau buổi trưa. Cuối cùng d'Artagnan nhặt được một chiếc khăn tay của một lính ngự lâm đẹp trai tên Aramis (khăn của tình nhân của anh này), cãi nhau, và có cuộc hẹn đấu kiếm thứ 3 trong ngày. Đến các buổi hẹn đấu kiếm, d'Artagnan thấy 3 người kia đi cùng nhau, họ là bạn thân. Tuy nhiên luật hồi đó cấm đấu kiếm, và các vệ sĩ của Giáo chủ de Richelieu đến bắt họ. Một cuộc chiến diễn ra và d'Artagnan về phe các ngự lâm quân. Họ chiến thắng và d'Artagnan trở thành bạn thân của ba chàng lính ngự lâm kia. Phương châm của họ là "Một người vì mọi người, mọi người vì một người", một câu mà vế thứ hai được d'Artagnan lợi dụng rất tốt.
Tuy có những cái tên không hay ho và không quý tộc chút nào hết, rõ ràng cả ba anh lính ngự lâm đều là quý tộc và họ dùng tên giả. Athos tỏ ra là một quý tộc cỡ bự, và là người rất quý phái. Porthos thuộc loại thích khoe mẽ, còn Aramis là một anh lăng nhăng nhưng muốn làm mục sư. Tuy chơi với ba anh lính ngự lâm nổi tiếng, d'Artagnan không thể trở thành lính ngự lâm ngay được mà phải đi làm thị vệ của ông des Essart để có kinh nghiệm. D'Artagnan thuê một căn phòng, mướn một tên hầu là Planchet, và đem lòng yêu bà chủ nhà, bà Bonacieux. Bà này còn rất trẻ so với ông chồng già, và là chỗ quen biết với hoàng hậu Anne. Hoàng hậu không yêu đức vua Louis XIII, mà lại lăng nhăng với Quận công Buckingham. Bà đã đem chiếc chuỗi hạt kim cương mà đức vua tặng đem tặng lại cho người yêu. Hồng y giáo chủ de Richelieu biết được chuyện này và dùng kế nói đức vua buộc hoàng hậu phải đeo chuỗi hạt đi dự vũ hội. Thông qua bà Bonacieux, hoàng hậu nhờ d'Artagnan đến Luân Đôn lấy lại chuỗi hạt. Thế là d'Artagnan cùng ba người bạn lên đường đi nước Anh, nhưng dọc đường cả ba đều bị rớt lại do những lý do khác nhau, chỉ mỗi d'Artagnan đến được nước Anh và đem chuỗi hạt về. Đêm dạ hội, hoàng hậu đeo chuỗi hạt và ông giáo chủ bẽ mặt.
D'Artagnan lại quay lại để tìm các bạn mà anh bỏ lại dọc đường. Nhưng ông giáo chủ de Richelieu không phải là người dễ tha thứ, và bà Bonacieux bị bắt cóc. D'Artagnan không thể tìm được bà, nhưng lại gặp Milady de Winter, em dâu của bá tước người Anh de Winter, và là một phụ nữ quyến rũ. Như thế là anh kiếm được tình nhân đầu tiên. Tuy nhiên d'Artagnan sớm khám phá ra Milady có một bông hoa huệ trên vai, dấu ấn của một tội phạm, và cô ta chẳng phải người Anh mà là một gián điệp. d'Artagnan lợi dụng cô hầu Ketty của Milady để vạch mặt Milady và lừa được một chiếc nhẫn sapphire. Milady nổi khùng cầm dao rượt d'Artagnan nhưng anh chạy thoát được.

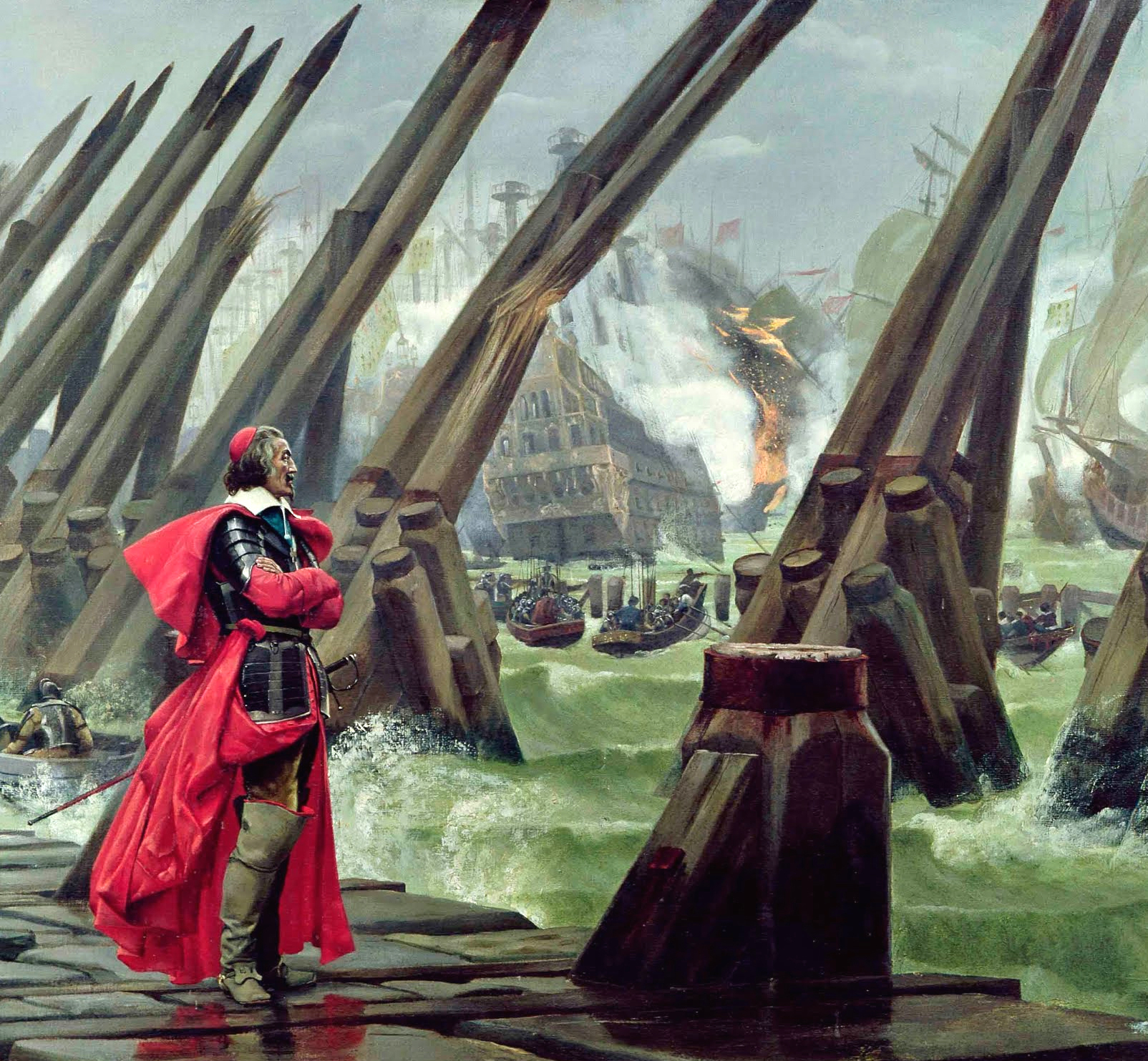
Giáo chủ de Richelieu ở La Rochelle.

La Rochelle nổi loạn và d'Artagnan phải lên đường ra trận trong khi lính ngự lâm vẫn chưa xuất phát. Cả bốn người đều nghèo đói và chuẩn bị quân trang là một thử thách lớn. D'Artagnan bán chiếc nhẫn lấy được từ Milady và chia đôi với Athos. Athos nhận ra chiếc nhẫn này là cái mà anh tặng vợ cũ của mình. Porthos đi lừa tiền của bà biện lý, bà này mê tít Porthos và lấy tiền của ông chồng già cho Porthos, cộng với con ngựa còm mà d'Artagnan trước đó đã bán đi. Aramis cũng kiếm được tiền từ tình nhân của anh. Ở La Rochelle, họ phát hiện ra Milady được lệnh đi ám sát Quận công Buckingham, để đổi lại cô ta muốn giáo chủ de Richelieu giết d'Artagnan. d'Artagnan phái tên hầu là Planchet đi báo tin cho Buckingham, và Milady bị bá tước de Winter tóm cổ ở Anh. Ở La Rochelle, d'Artagnan và ba người bạn đi ăn sáng và chống lại cả một "quân đoàn" của địch. Với chiến tích này, anh được lên chức làm ngự lâm quân. Hoàng hậu giải cứu được Constance Bonacieux và họ lập tức đi đến nơi cô bị giam giữ.
Trong khi đó, ở Anh, bá tước de Winter - em chồng thứ 2 của Milady đã nhận được thư cảnh báo từ D'Artagnan và đã bắt giam Milady khi cô ta tới Anh để ám sát Quận công Buckingham. Trong lúc ngồi tù trước khi bị đầy ra đảo, Milady đã tìm cách để trốn thoát thông qua việc lừa sĩ quan gác ngục là John Felton. Felton là một sĩ quan cực kì cứng rắn, không bị ảnh hưởng bởi vẻ đẹp và sự quyến rũ thông thường; tuy nhiên Milady đã khai thác điểm yếu về tôn giá và bịa ra chuyện Quận công Buckingham là một kẻ độc ác muốn chiếm hữu cô và khi không thành đã in dấu chín lên vai để làm nhục. Felton tin rằng một cô gái quá xinh đẹp, quá trong sáng như Milady không thể nói dối được. Anh phải lòng Milady và giải thoát cho cô ngay trước đêm cô bị đày ra đảo. Sáng hôm sau, thừa lúc mang lệnh đày Milady ra đảo cho Buckingham ký, Felton đã ám sát Quận công  bằng một nhát đâm chí mạng vào ngực. Còn Milady sau khi chờ xác nhận quận công Buckingham bị ám sát đã chuồn thẳng về Pháp. Cô ta trốn ở chính tu viện là nơi mà bà Bonacieux đang ẩn nấp, và khi biết được Constance Bonacieux là ai, Milady đầu độc Constance để trả thù rồi bỏ chạy.
Sau khi chứng kiến người yêu chết trong tay mình, d'Artagnan cùng Athos (nay được biết là bá tước de la Fère, chồng đầu tiên của Milady), Porthos (tên thật là du Vallon), Aramis (tên thật là d'Herblay), bá tước de Winter (anh của chồng thứ hai của Milady, tìm cô ta để trả thù cho quận công Buckingham), và một người bí ẩn mặc áo choàng đỏ đi lùng khắp vùng Flanders để bắt Milady. Cô ta cuối cùng bị dồn vào đường cùng. Sáu người đàn ông và những tên hầu của họ bao vây lấy Milady, kể ra vô số tội lỗi của cô ta, rồi người mặc áo choàng đỏ đưa Milady ra thuyền để hành quyết. Khi trở về, d'Artagnan gặp giáo chủ de Richelieu. Ông này chẳng tỏ ra đau buồn gì vì dù sao Milady cũng đã hoàn thành nhiệm vụ giết Buckingham còn d'Artagnan đã vô tình loại bỏ giúp ông một đồng minh quá hiểm ác. Giáo chủ không trách phạt và còn đưa cho d'Artagnan giấy lên chức trung úy ngự lâm quân với ô trống ở tên để anh tự quyết định.
D'Artagnan đem đưa giấy phong chức cho Athos, nhưng anh này cho biết mình sắp nghỉ hưu, và từ chối. d'Artagnan đưa cho Porthos nhưng anh này cho biết rằng ông biện lý già mới chết, anh sẽ cưới bà biện lý cùng tài sản khổng lồ mà ông biện lý già để lại. d'Artagnan đưa cho Aramis, nhưng anh này muốn trở thành mục sư chứ không làm lính nữa. Tất cả các bạn đều đồng ý rằng anh mới là người xứng đáng nhất để lên chức trung úy ngự lâm quân và khuyến khích anh điền tên mình. Cuối cùng, d'Artagnan và các bạn chia tay. Và mãi 20 năm sau đó họ mới gặp lại nhau, khi mà d'Artagnan một lần nữa muốn lợi dụng phần "mọi người vì một người" của khẩu hiệu của họ (trong cuốn "Hai mươi năm sau", tập 2 của bộ truyện này).

## Nhân vật

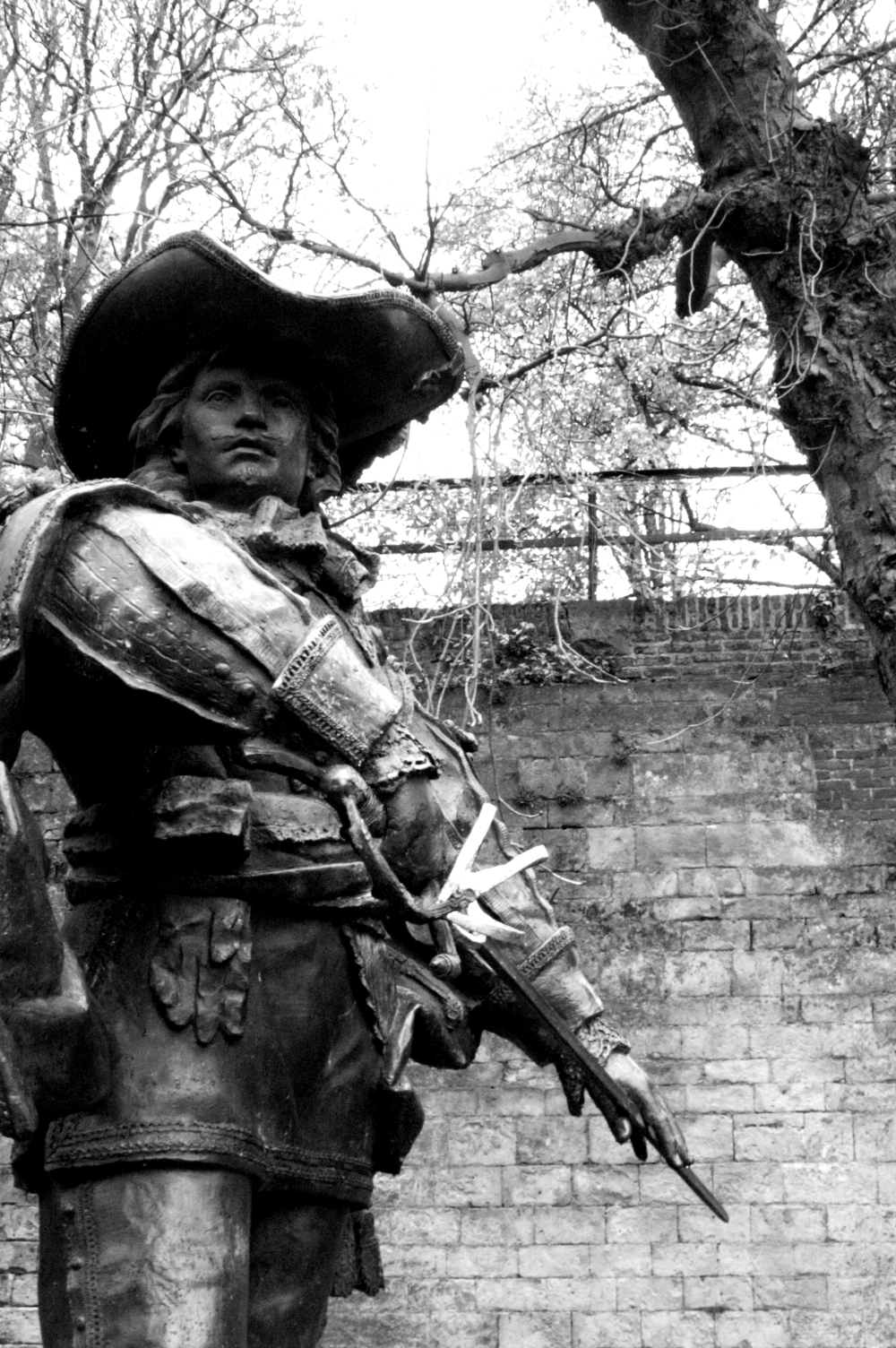
Tượng d'Artagnan ở công viên thành phố Maastricht.

- D'Artagnan được dựa trên một lính ngự lâm trong lịch sử là Charles de Batz de Castelmore d'Artagnan (1611 - 1673). Cuốn sách Les mémoires de M. D'Artagnan của Gatien de Courtilz de Sandras ghi lại cuộc đời của ông, và Dumas xây dựng nhân vật của mình dựa vào đó. Ước tính năm sinh trong truyện: 1605.
- Athos tên thật là bá tước de la Fère. Anh có một người vợ xinh đẹp (là Milady), nhưng sau đó phát hiện ra cô ta có một dấu ấn hình hoa huệ trên vai (dấu ấn của một tội phạm mà cô ta dùng phấn để che đậy). De la Fère treo cổ vợ mình và bán hết tài sản để uống rượu. Sau đó anh gia nhập ngự lâm quân với cái tên "nông dân" Athos. Dumas miêu tả Athos như một vị thánh. Ước tính năm sinh trong truyện: 1595.
- Porthos là một quý tộc xoàng tên du Valon, đã sử dụng tên giả để đi lính ngự lâm vì lính ngự lâm mặc áo choàng rất ấn tượng và rất được các cô thích. Sau khi cưới bà biện lý, anh trở thành du Valon de Bracieux de Pierrefonds. Nhưng anh còn muốn kéo dài tên mình thêm nữa, và muốn có thêm chữ "nam tước" đặt trước đó. Porthos là người ngốc nhất và hài hước nhất trong 4 người. Ước tính năm sinh trong truyện: 1597-1600.
- Aramis tên thật là d'Herblay, là người rất điệu, và thường xuyên đưa tay lên để tránh gân máu nổi lên làm xấu bàn tay đẹp. Khi làm lính thì anh thất tình và muốn làm mục sư, nhưng khi làm mục sư thì đi lăng nhăng và nhớ những cuộc đánh nhau. Aramis không hề kém d'Artagnan về sự tinh nhanh, mưu trí và anh cũng rất coi trọng tình bạn. Ước tính năm sinh trong truyện: 1602-1603.